# Grand prix scientifique de la Fondation Charles Defforey-Institut de France
Le Grand prix scientifique de la Fondation Charles Defforey-Institut de France est un prix scientifique fondé en 1999, et décerné à partir de l'année 2000 par l'Institut de France.
Doté de 400 000 euros, il est la récompense la plus élevée en France, toutes disciplines confondues. Jusqu'en 2021 le prix était même doté de 450 000 euros.
Jusqu'en 2017, le prix est nommé Prix scientifique de la Fondation Louis D.. Sans que cela soit explicite, le  « D. » faisait référence à la Famille Defforey qui a cofondé l'enseigne Carrefour.

## Lauréats
- 2000 : Institut Pasteur et les instituts associés dans le combat contre la tuberculose et la malaria
- 2001 : Margaret Pericak-Vance (en)
- 2002 : Harmut Wekerle
- 2003 : Denis Le Bihan et Stanislas Dehaene
- 2004 : Jean-Claude Duplessy
- 2005 : David Bartel (en) et Ronald Plasterk
- 2006 : Jean-Louis Martin et Manuel Joffre
- 2007 : Ab Osterhaus (en) et John Skehel
- 2008 : Yves Frégnac
- 2009 : Hervé Vaucheret et Olivier Voinnet
- 2010 : Frank Dimroth
- 2011 : Geneviève Almouzni et Philip Avner
- 2012 : Philippe Bouyer et Christophe Salomon
- 2013 : Thibault Cantat
- 2014 : François Bouchet
- 2015 : Chris Bowler et Didier Raoult
- 2016 : François Labourie et Marcelo Viana
- 2017 : Tatiana Giraud, Directrice de recherche, Université Paris-Sud
- 2018 : Raphaël Rodriguez
- 2020 : Jean-Luc Beuzit, Anthony Boccaletti, Gael Chauvin, Thierry Fusco, Maud Langlois et David Mouillet, chercheurs au CNRS, à l’ONERA, à l’Observatoire de Paris - PSL et dans les Universités.
- 2021 : Ana-Maria Lennon-Duménil
- 2022 : Philippe Mendels, laboratoire de physique des Solides, Université Paris-Saclay
- 2023 : Gideon Grader, professeur de génie chimique, Technion.
- 2024 : Vincent Guedj, professeur à l'Université Toulouse-III-Paul-Sabatier.